# Lenguas bodo-garo

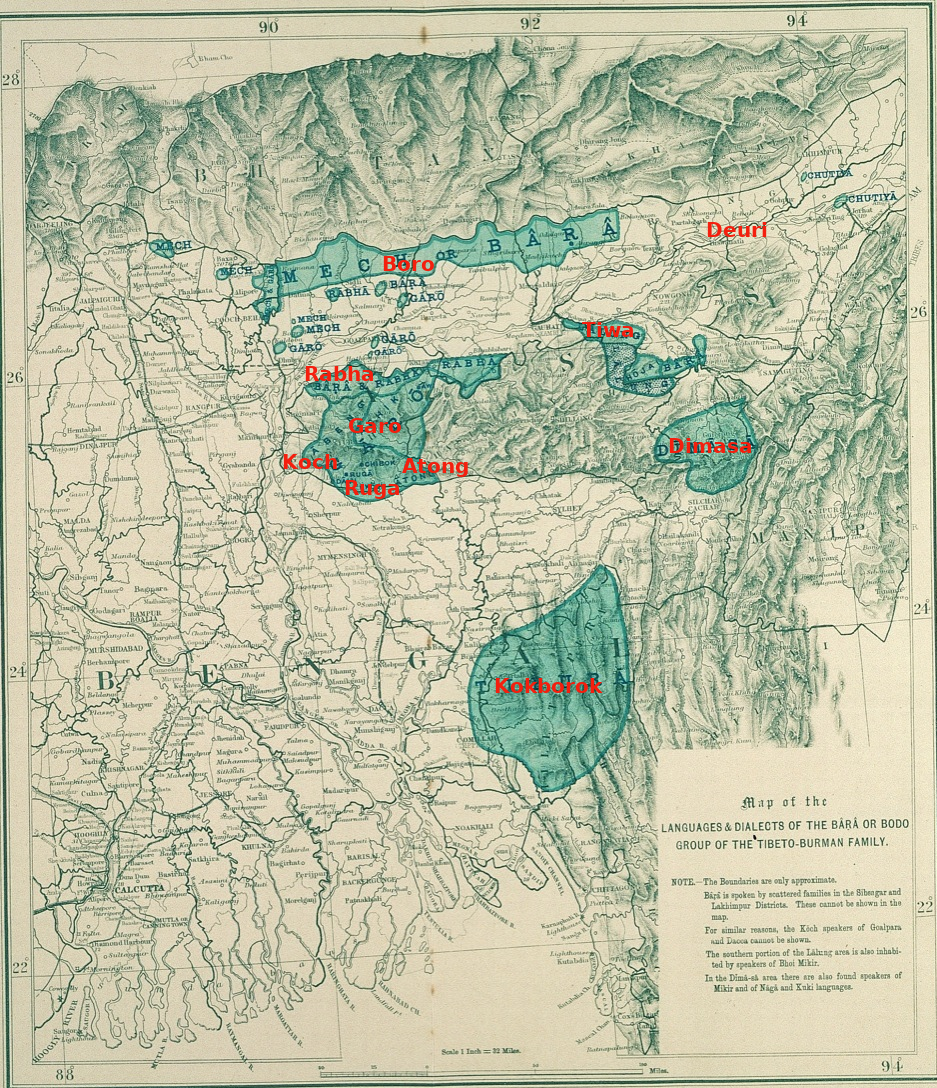
Las lenguas bodo-garo, tal como fueron cartografiadas en la Encuesta Lingüística de la India de 1903. Las anotaciones están tomadas de Burling (2012) (p. 22=.

Las lenguas bodo-garo o boro-garo constituyen una pequeña familia de lenguas sino-tibetanas habladas en noreste de India. El término "bodo" no debe confundirse con el término "bódico" para referirse a lenguas sino-tibetanas del grupo del tibetano-himalayo.

## Clasificación
Las lenguas bodo-garo pertenecen a la rama tibeto-birmana de las lenguas sino-tibetanas. Dentro de esta rama, las lenguas bodo-garo son agrupadas por Burling junto con el konyak-nocte (naga) y el jingphaw (jingpo o kachin), otros autores postulan solo una relación más cercana entre el konyak-nocte y el bodo-garo, denoinado lenguas báricas al grupo resultante.
Las lenguas bodo-garo pueden dividirse en tres ramas:
- Las lenguas bodo, que incluyen al boro pripiamente dicho, al dimasa, al tiwa, al reang, al kokborok (Tripuri) y al kachari.
- Las lenguas garo, que incluyen al garo y al megam.
- Las lenguas koch, que incluyen al koch, al rabha, al wanang, al atong y al ruga.

El bodo tiene reconocimiento oficial en es estado indio de Assam. El kokborok, o tripuri, es una de las principales lenguas del estado de Tripura. El megam ha sido fuertemente influido por las lenguas khásicas (jásicas).

## Características comunes
En las lenguas boro-garo-koch, como en las lenguas sino-tibetanas en general, la sílaba tiene un papel destacado en la fonología y el inventario de consonantes que paarece en posición inicial es mayor que el que puede aparecer a final de sílaba. Existe mayores discrepancias entre diversos autores sobre el número de tonos, aunque parece poderse afirmar con seguridad que parecen existir oposiciones entre dos niveles tonales (excepto en garo, que parece ser la principal excepción dentro del grupo). En garo las sílabas el contraste se reduce al que hay entre sílabas acabadas en oclusiva glotal y las que no (es un fenómeno común que la oposición de tono esté asociada a un cierre glotal en las sílabas, el mismo fenómeno se encuentra en lenguas como el takelma). La falta de contraste tonal en garo se atribuye al desarrollo histórico de la oclusiva glotal procedente del tono alto del proto-garo.

## Comparación léxica
Los numerales en diferentes variedades bodo-garo-koch son:
| GLOSA | Bodo | Bodo     | Bodo     | Bodo  | Garo    | Garo    | Koch   | Koch    | PROTO- B-G-D |
| GLOSA | Boro | Dimasa   | Kokborok | Riang | Garo    | Megam   | Koch   | Ruga    | PROTO- B-G-D |
| ----- | ---- | -------- | -------- | ----- | ------- | ------- | ------ | ------- | ------------ |
| '1'   | se   | ma-ʃi    | ʂa       | ha    | sa      | wao̯     | sɑ     | sa / so | *ʂa⁴         |
| '2'   | nɯi  | ma-gni   | nui      | nɔi   | gin-i   | ar      | niŋ    | ni      | *[gi⁴]-niŋ   |
| '3'   | tʰam | ma-ktʰam | tʰam     | tʰam  | ɡit-tam | lai̯     | tɑm    | tʰam    | *tʰam²       |
| '4'   | brɯi | ma-bɾi   | burui    | brɔi  | bri     | sao̯     | bɾi(ŋ) | bɾi     | *b-ɾɯi¹      |
| '5'   | ba   | ma-bwa   | ba       | ba    | boŋ-a   | sau     | boŋ    | baŋ-a   | *baŋ(a)      |
| '6'   | dɔ   | ma-doʔ   | douk     | douk  | dok     | rɨw     | kɾob   | dok-a   | *dok kɾok    |
| '7'   | sni  | ma-ʃni   | ʂɪni     | ʂni   | sin-i   | hnʲu    | sin    | sɨn-ia  | *s-ni⁴       |
| '8'   | dain | ma-ʤai   | ʧar      | ʧai   | ʧet     | pʰɾa    | gin    | ʧet-a   | *ʧat         |
| '9'   | gu   | ma-ʃkʰu  | ʃɪku     | ʂkou  | sku     | kʰondai̯ | ɡis    | suk-u   | *s-kʰu¹      |
| '10'  | zi   | ma-ʤi    | ʧi       | ʧi    | ʧi-kiŋ  | ʧɨpʰu   | ʧɑ     | ʧi-kuŋ  | *ʧi          |
Los pronombres en diferentes variedades bodo-garo-koch son:
| GLOSA    | GLOSA | Bodo         | Bodo  | Bodo   | Bodo       | Garo          | Koch      | PROTO- B-G-K | PROTO- TIB.-BIR. |
| GLOSA    | GLOSA | Boro         | Deuri | Dimasa | Kok- borok | Garo          | Rabha     | PROTO- B-G-K | PROTO- TIB.-BIR. |
| -------- | ----- | ------------ | ----- | ------ | ---------- | ------------- | --------- | ------------ | ---------------- |
| Singular | 1ª    | aŋ           | ã     | aŋ     | aŋ         | aŋ(a)         |           | *aŋ          | *aŋ              |
| Singular | 2ª    | nən          | nõ    | nuŋ    | nɯŋ        | naʔ(a)        |           | *naŋ         | *naŋ             |
| Singular | 3ª    | bí           | ba    | bo     | bɔ         | bi(a) u(a)    | u o       |              |                  |
| Plural   | 1ª    | jɯŋ          | jou   | jiŋ    | cɯŋ        | naʔčiŋ aŋʔčiŋ | ciŋ       | *ciŋ         | *ciŋ             |
| Plural   | 2ª    | nə́nsər       | lou   | niši   | nɔrɔk      | naʔsoŋ        | nároŋ     |              |                  |
| Plural   | 3ª    | bísər bíphər | bau   | bõniši |            | biʔsoŋ uamaŋ  | iroŋ uroŋ | *hi- *hu-    |                  |